# 4M (安全工学)
4M（よんえむ）は、リスクアセスメントの分析方法の1つで、リスク要因を4つの分類で行う方法。
合わせて、5M、8Mなどもここで説明する。

## 4M
4M（よんえむ）とは、安全工学における人 (Man)、機械 (Machine)、媒体または環境 (media)、管理 (management) の4つを指す。
事故や災害の原因分析や対策検討の際に要因を同4つのジャンルに整理することにより原因の本質を捉えやすくなり、4M分析と呼ばれる手法も用いられている。

### 基本的4M
- Manは本人及び本人以外の直接関与した人のヒューマンファクタに関与する要因
- Machineは設備、機械等のハード的な因子が関与した要因
- Mediaは作業環境、マニュアル、作業情報といった、主としてmanとmachineの媒体となるものが関与した要因
- Managementは管理システム、方法が関与した要因

事故や災害を防止する上で管理すべき対象として、生産の現場における4Mと同様、「人 (Man)、機械 (Machine)、取り扱い物質 (Material)、方法 (Method)」として扱う場合もある。

### 戦略的エラー対策の4M
ヒューマンファクタに関係する事故対策には、ヒューマンエラーの発生そのものを防止する発生防止の段階と、発生したエラーが事故に結びつかないようにする拡大防止の段階がある。ヒューマンファクタに関係する戦略的な事故対策を、次の4つのステップの頭文字を取り戦略的エラー対策の4Mと呼ぶ。
1. 危険を伴う作業数を減らす (Minimum encounter)
2. 各作業においてエラー確率を低減する (Minimum probability)
3. 多重のエラー検出策を設ける (Multiple detection)
4. 被害を最小にするために備える (Minimum damage)

### 応用

#### 4M-4E
基本的4Mで要因分析をした後、それらの対策を4Eで検討し細分類する。

- 4E
  - Engineering (工学的対策)
  - Education (教育的対策)
  - Enforcement (矯正、賞罰的対策)
  - Example/Environment (率先垂範、事例提示等の対策/環境的対策)

#### 4M-5E
上記の Example/Environment を分割し5分類としたもの。

#### 4M-3H
3Hとは、失敗しやすいシチュエーション(はじめて、へんこう、ひさしぶり)を分析するもので、4Mと合わせて実施するものが[4M-3H]である。

- 3H
  - 初めて
  - 変更
  - 久しぶり

## 5M

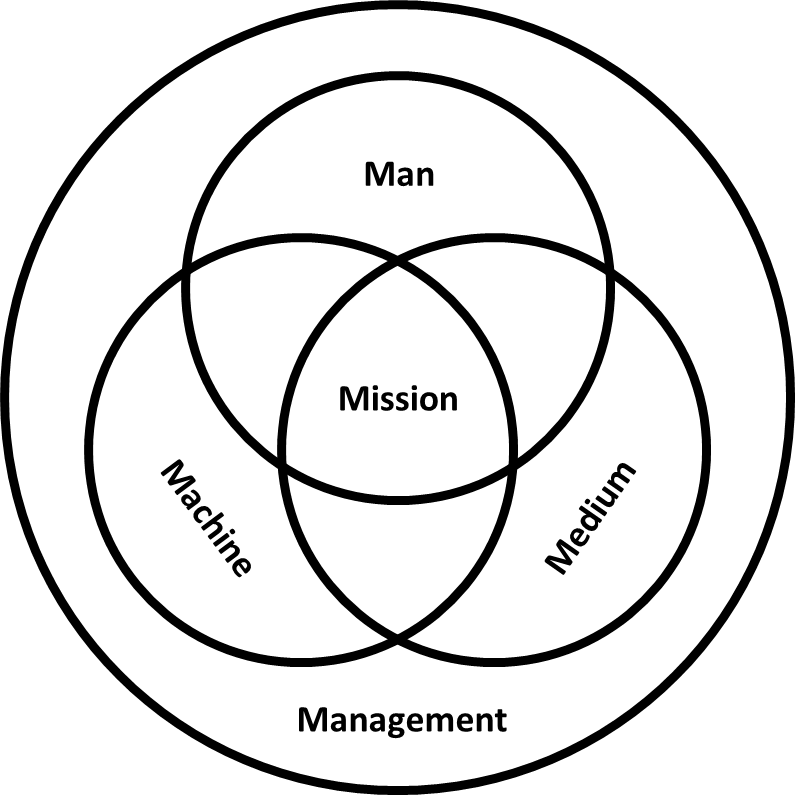
5Mモデルの構成図

5Mは、4Mより「Mission」の分類が追加される。
コーネル大学のセオドール・ポール・ライト(en:Theodore Paul Wright)博士によるマン-マシン-環境の三連構造に関する独自研究

に基づき、5Mモデルは3つの連動する円と1つのすべてを含む円が組み込まれる。小さい円には、Man、Machine、Mediumのラベルがあり、それらの全てが中央で重なる場所が、Missionになる。大きい円はManagementの領域になる。
- Man(人)：関係者の生理学と心理学、および彼らのパフォーマンスと習熟度を含む。
- Machine(設備）：設計、製造、保守、信頼性、性能などを含む。
- Medium/Mesurement（環境、検査）：天候、地形、障害物、照明などを含む。
- Mission（目的）：これらの3つの要素が一緒にされる理由となる。
- Management（リーダーシップ）：規制、ポリシー、手順、および確立、運用、維持、および廃止に伴う態度の観点からの一般的な監督アプローチを含む。

## 8M
8Mは5Mの分類に下記の3個の追加がある。
- Metarial（原材料、消耗品、および情報を含む）[6]
- Method/mother nature（プロセス、環境）
- Maintenance メンテナンス

## 参考
- SHELLモデル
- スイスチーズモデル
- HFACS